# Istoria Republicii Togoleze

### Explorări în Evul Mediu
Regiunea de coastă a fost explorată prima dată de către portughezi între secolele XV - XVI. Din această epocă încep misiunile catolice auxiliare. Protestanții întră în secolul al XVIII-lea. În acea epocă era foarte pronunțat sclavismul în această regiune.

### Colonie
În 1860 se stabilesc aici marseillezi dar Convenția de la Berlin din 1855 împarte această parte a Africii între cele trei mari puteri coloniale: Franța, Marea Britanie și Germania. Aceștia au stăpânit până în 1918 când celalți doi colonizatori, Marea Britanie și Germania, oferă țara francezilor cu titul de daune de război. 

### Independența
Colonia Franceză, a devenit Republica Togo in anul 1960. Primul președinte a fost Sylvanus Olympio (1901-1963) care și-a început mandatul imediat după câștigarea independenței. Când a refuzat să lase 626 de veterani togolezi în armata franceză, aceștia l-au îndepărtat de la conducere în mod militar în 13 ianuarie 1963 fiind ucis a doua zi. 

### Istoria președinților
A fost instalat un președinte civil, Nicolas Grunitzky (1913-1969) dar exact după patru ani a fost încă o preluare în forță de către armată. Grunitzky a părăsit țara și a fost ucis într-un accident de mașină în Coasta de Fildeș. 
Generalul Gnassingbe Eyadéma s-a instalat ca și conducător militar in anul 1967, fiind timp de mulți ani cel mai longeviv politician al Africii, aflat în aceasta poziție. Acesta a fost aproape învins în alegerile din 1998 de Gilchrist Olympio, fiul lui Sylvanus Oylympio. Eyadèma a fost reales în 2003 după ce constituția a fost modificată pentru a îndepărta limitele. Generalul a decedat în 5 februarie 2005. 

### Statul în prezent
Atenție! Această parte conține evenimente în curs de desfășurare care pot să se schimbe de la o zi la alta.
Conform constituției, la conducerea statului i-a urmat fiul său, Faure Eyadéma urmând astfel o tradiție de dictatură familială. Se știe că Faure nu a fost prezent la anunțul făcut de conducătorul parlamentului prin care îi revenea funcția supremă fiind plecat din țară. Orașele togleze sunt asaltate de diferite organizații internaționale a drepturilor omului. Din moment ce majoritatea ajutoarelor bilaterale și multilaterale către Togo sunt înghețate, Uniunea Europeană, a inițiat un plan de dezvoltare și ajutorare a Republicii Togleze la sfârșitul anului 2004. 